# Armada de la República Islámica de Irán
La Armada de la República Islámica de Irán es el arma marítima de Irán, ha sido tradicionalmente la más pequeña rama de las fuerzas armadas iraníes, y está diseñada principalmente para proteger sus puertos y costas, teniendo una capacidad de ataque limitada.

## Resumen
Antes de 1971, la Armada iraní en su mayoría operaba equipo proporcionado por Estados Unidos y Reino Unido. Durante los siguientes ocho años, la flota más moderna agregando barcos estadounidenses y británicos como destructores, fragatas y muchos barcos más pequeños, incluyendo lanchas y aerodeslizadores. En la década de 1970, Irán planeaba extender su poderío naval al océano Índico, pero este objetivo se vio mermado por la Revolución Islámica (1979), la Guerra Irán-Irak (1980-1988), y la financiación limitada desde entonces.
Esto ha dejado a la marina con una capacidad limitada para proyectar su poder desde el golfo Pérsico en el mar de Omán a través de submarinos y buques de superficie más grandes. El último Sha de Irán pidió cuatro destructores de construcción estadounidense basados en la clase Srpuance y ocho fragatas holandesas de clase Kortenaer, pero ambos contratos fueron cancelados después de que el Sha fuera derrocado. Los buques estadounidenses fueron construidos e integrados en la Armada de Estados Unidos como destructores de clase Kidd, y a mediados de la década de 2000, fueron vendidos a la República de China, donde son conocidos como clase Kee Lung.
En la década de 1990, la Armada agregó lanchas patrulleras, submarinos y misiles antibuque lanzados desde superficie, sustituyendo los buques occidentales con los que compró a China, Corea del Norte y Rusia. Durante ese tiempo, también participa en ejercicios navales con Pakistán y India.
En cuanto a los buques de superficie importante, los tres mayores destructores de Irán tienen más de 50 años de edad y se mantienen en reserva material en Bushehr. La Armada iraní no incluye naves capitales, su mayores buques son cinco fragatas y tres corbetas, todos los cuales están armados con misiles antibuques modernos. El objetivo principal de la Armada iraní parece ser el desarrollo de nuevas fragatas, corbetas y embarcaciones medianas rápidas de gran capacidad de llevar misiles antibuque modernos de precisión. Tres de las cinco fragatas ( Vosper Mark 5), sin embargo, se encargaron hace más de 25 años y estos barcos han sido actualizadas con misiles chinos C-802. Las tres corbetas de Irán fueron encargadas hace más de 30 años, uno (el Hamzeh) era originalmente un yate de gobierno, pero ahora ha sido equipado con msiles chinos C-802, pero esta desplegado en Anzali, en el mar Caspio. Estos ocho buques son apoyados por tres submarinos de ataque rusos SSK clase Kilo, Gadir y mini submarinos Nahang Los submarinos Kilo construidos Rusia están considerados entre los submarinos diésel más silenciosos en el mundo.
El núcleo de navíos de guerra de Irán son varias lanchas pequeñas chinas, francesas e iraníes convertidas en barcos de misiles pequeños. En particular, hay cinco catamaranes de ataque rápido Cat-14 de diseño construcción muy reciente. Estos catamaranes se cree viaja a 92,6 km/h, y son extremadamente estables y móviles. Los cinco están armados con lo último en diseño de misiles antibuques chinos. El resto de la armada de Irán consiste en alrededor de 250 pequeñas embarcaciones de patrulla costera y de bajios.

## Historia

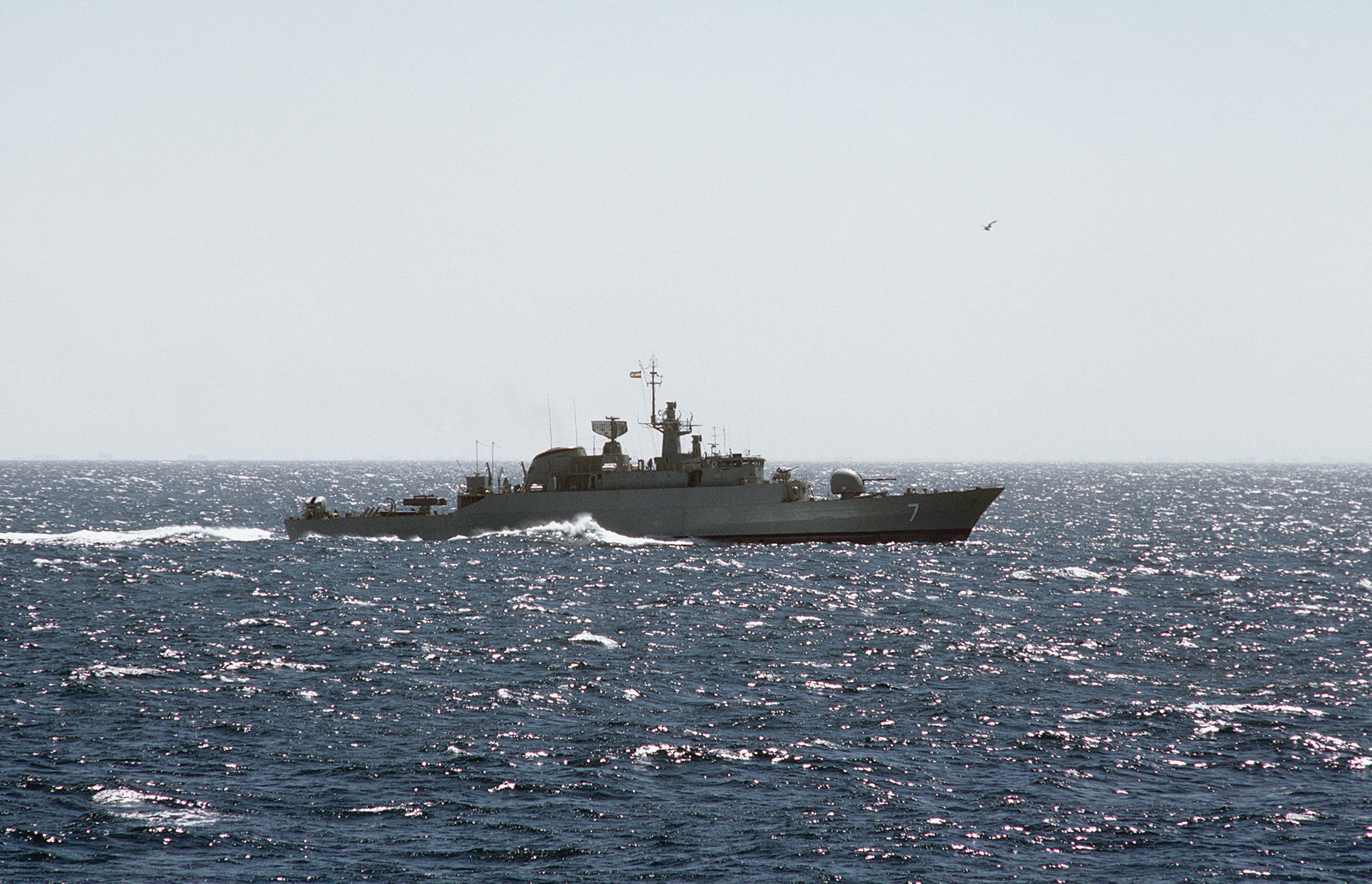
La Fragata iraní Alvand en el mar.

- Los iraníes atacaron la Armada y tomaron el control de las islas Tanb y Abu Musa el 30 de noviembre de 1971.

- En las batallas durante la Guerra Irán-Irak se hundieron o dañaron muchos barcos y embarcaciones menores. La Marina sufrió aún más daños después de que las fuerzas de Estados Unidos comenzaran a escoltar a petroleros kuwaitíes durante la Operación Earnest Will (1987-1988). En septiembre de 1987, el minador Irán Ajr fue capturado y hundido durante la Operación Primera Probabilidad. El 14 de abril de 1988, las minas de Irán casi hundieron el USS Samuel B. Roberts (FFG-58), cuatro días más tarde, las fuerzas de Estados Unidos tomaron represalias hundiendo los buques de guerra iraníes Joshan y Sahand y varias lanchas armadas pequeñas en Operación Mantis Religiosa.

- La marina iraní atacó y tomó el control de una plataforma petrolera rumana en el golfo Pérsico el 22 de agosto de 2006. Irán tomó el control de la sala de radio a las 7:00 hora local. «Los iraníes dispararon contra la grúa de la plataforma con ametralladoras», dijo Tăbănescu. «Ellos están en control ahora y no podemos en contacto con el equipo de perforación». Había 26 trabajadores a bordo.[6]

## Aviación Naval de la República Islámica del Irán
La rama de la aviación naval de Irán es uno de los pocos elementos aéreos en cualquier marina del golfo Pérsico, y tiene tanto aeronaves de ala fija y helicópteros armados.
Un inventario de aviones estadounidenses fueron introducidos en los años 1960 y en los 1970s con aviones europeos hicieron la parte más moderna de la flota.
| Avión                                                 | Origen         | Tipo                                                                 | Variantes       | En servicio | Notas                   |
| ----------------------------------------------------- | -------------- | -------------------------------------------------------------------- | --------------- | ----------- | ----------------------- |
| Aero Commander                                        | Estados Unidos | Transporte militar                                                   | 690             | 4           |                         |
| Shrike Commander                                      | Estados Unidos | Transporte militar                                                   | 500s            | 4           |                         |
| Agusta Bell AB 205                                    | Italia         | Helicóptero utilitario liviano                                       | AB 205          | 2           | Construidos por Agusta  |
| Agusta Bell AB 206A                                   | Italia         | Helicóptero utilitario liviano                                       | AB 206          | 2           | Construidos por Agusta  |
| Agusta Bell AB 212                                    | Italia         | Guerra antisubmarina-Helicóptero de Transporte (utilitario)          | AB212ASW        | 10          | Construidos por Agusta. |
| Dassault Falcon 20                                    | Francia        | transporte VIP                                                       | Falcon 20       | 2           |                         |
| Fokker F27 Friendship                                 | Países Bajos   | Transporte táctico                                                   | F27-400MF27-600 | 2           |                         |
| Sikorsky SH-3D Sea King                               | Estados Unidos | Guerra antisubmarina-Helicóptero utilitario de levantamiento mediano | SH-3D           | 15          |                         |
| Sikorsky RH-53D Sea Stallion                          | Estados Unidos | Dragaminas/ helicóptero de transporte pesado.                        | RH-53D          | 10          |                         |
| Iran Aircraft Manufacturing Industrial Company Saeqeh | Irán           | Caza interceptor                                                     |                 | 2           |                         |

## Instalaciones
En 1977, el grueso de la flota se desplazó a partir de Jorramchar para la nueva sede en Bandar-e Abbas. Bushehr, fue la base principal de otro tipo; las instalaciones más pequeñas se encuentra en Jorramchar, Isla Khark y Bandar-e Jomeini (anteriormente conocido como Bandar-e Shahpur). Bandar-e Anzali (anteriormente conocido como Bandar-e Pahlavi) fue la base de entrenamiento más importantes y sede de la pequeña flota del Mar Caspio, que consistía en una pocas lanchas patrulleras y un dragaminas. La base naval de Bandar Beheshti (anteriormente conocido como Chah Bahar) en el golfo de Omán ha estado en construcción desde finales de 1970 y finales de 1987 todavía no se ha completado. Instalaciones más pequeñas se encontraban cerca del estrecho de Ormuz. Irán también anunció que la nueva base se establecería en el mar de Omán.
- Abu Musa -pequeña instalación de acoplamiento en el extremo oeste de la isla, situado cerca del aeropuerto de Abu Musa.
- Al-Farsiyah
- Bandar Beheshti (Chah Bahar) - puerto e instalaciones en el golfo de Omán.
- Bandar-e Abbas - Cuartel General naval base aérea.
- Bandar-e Anzali - Antigua base de entrenamiento y sede actual de la Flota del Mar Caspio (botes patrulla y dragaminas).
- Bandar-e Khomeini - pequeña base fortificada cerca de Irak.
- Bandar-e Mahshahr - pequeña base cerca de Bandar-e Jomeini.
- Bushehr -  instalación de reparaciones y de almacenamiento en el golfo Pérsico, sede del Centro de abastecimientos de la Marina Técnica y el centro de I + D.
- Halul (plataforma petrolífera)
- Jask - pequeña base localizada entre Omán y EAU en el sudeste de Irán en la boca del estrecho de Ormuz.
- Khark - pequeña base en la isla localizada al noroeste de Bushehr.
- Khorramshahr - antiguo cuartel general naval; ahora astillero y centro de reparaciones.
- Larak - pequeña base en la isla cerca de Bandar-e Abbas.
- Isla Kharg - base en el estrecho de Ormuz; sede de la flota hovercraft.
- Noshahr - no es una base. Sede de la Universidad de Ciencias Navales Imán Jomeini (Escuela naval).
- Qeshm - pequeña instalación portuaria cerca de Kharg y Bandar-e Abbas.
- Shahid Rajaie
- Sirri instalación isleña porturia localizada en el golfo Pérsico a través de los EAU.